# Staro Selo Topusko
Staro Selo Topusko is een plaats in de gemeente Topusko in de Kroatische provincie Sisak-Moslavina. De plaats telt 191 inwoners (2001).